# Scarcliffe
Scarcliffe – wieś w Anglii, w hrabstwie Derbyshire, w dystrykcie Bolsover. Leży 36 km na północny wschód od miasta Derby i 205 km na północ od Londynu. Miejscowość liczy 5211 mieszkańców.